# The Sun Is Also a Star
The Sun Is Also a Star es una película estadounidense de drama dirigida por Ry Russo-Young. La película está basada en la novela para adultos jóvenes del mismo nombre escrita por Nicola Yoon, es protagonizada por Yara Shahidi y Charles Melton. Fue estrenada el 17 de mayo de 2019.

## Sinopsis
La película comienza con una voz en off de la adolescente Natasha Kingsley en el Big Bang y cómo creó todo el universo y el mundo en el que vivimos. Continúa sobre cómo pensó que le tomaría toda su vida entender el corazón humano, pero para ella, solo tomó un solo día.
Natasha vive en la ciudad de Nueva York con sus padres Samuel y Patricia, además de su hermano Peter. Ella tiene un gran interés en la ciencia y en aprender lo que puede. También nota cómo se conocieron sus padres cuando Samuel entró en la tienda de Patricia un día, y él, un romántico desesperado, se enamoró de ella. Desafortunadamente, ella y su familia serán deportadas a Jamaica al día siguiente. Natasha está decidida a cambiar esto, por lo que hace una cita con la oficina de inmigración para tratar de revertir su decisión. Ella se encuentra con un abogado, Lester Barnes, y después de hacer preguntas, Natasha hace una súplica llorosa por el caso de sus padres, por lo que Lester le da una tarjeta para contactar a otro abogado amigo suyo, Jeremy Martínez, quien puede hacer un trabajo pro bono para ella. caso. Natasha llama a su oficina y le dicen que está completamente reservado para el día, pero después de suplicar,
Daniel Bae se está preparando para una entrevista para el programa de la escuela de medicina de Dartmouth. Él viene de una familia coreana, y sus padres Dae Hyun y Min Soo lo alientan a seguir una carrera como médico. También tiene un hermano, Charles, que es despectivo y grosero con él.
Daniel y su amigo Omar se suben al metro solo para estar en el mismo vagón del metro que Natasha, cuando se detiene por un momento. El conductor se toma el tiempo para asegurar a los pasajeros que todo está bien. Comienza a contar una historia sobre un amigo que perdió un tren el 11 de septiembre y, si hubiera llegado a tiempo, habría muerto desde que trabajaba en el World Trade Center. Concluye su punto con la idea de que están allí por una razón y para "abrir su corazón al destino". Los muchachos se bajan en la estación Grand Central, donde Daniel ve a Natasha y es instantáneamente golpeada por ella. También se da cuenta de su chaqueta, que dice "Deus Ex Machina", una frase en la que había estado pensando esa misma mañana. Debido a esto, él piensa que tiene que ir tras ella.
Natasha camina por la calle mientras escucha música, sin darse cuenta de un conductor enloquecido en la calle. Daniel lo ve y se apresura a salvar a Natasha antes de que ella se cruce en el camino del conductor. Está un poco conmocionada y va a sentarse, Daniel se sienta a su lado para hablar un rato. Él cree en el destino, pero ella no cree en nada que no pueda ser observado o probado fácilmente. Daniel dice que hará un experimento donde podrá hacer que se enamore de él en un día. Los dos se dirigen a una cafetería antes de dirigirse a sus respectivas citas. Daniel recibe una llamada diciendo que su entrevista se ha trasladado al día siguiente. Cuando Natasha regresa, él le cuenta sobre una encuesta que se realizó entre parejas para determinar si realmente se aman. Él le hace algunas preguntas a Natasha para tratar de cortejarla. Ella no está impresionada y piensa que es cursi.
Daniel escolta a Natasha a la oficina de Jeremy, que está en el mismo edificio donde Daniel tendrá su entrevista. Natasha entra y el asistente de Jeremy le dice que fue atropellado por un automóvil (probablemente el mismo que casi la atropelló) y que está en el hospital, por lo que su próximo tiempo libre es alrededor de las 4:30. Con más tiempo para matar, Natasha acepta seguir saliendo con Daniel.
Los dos hacen una parada en una peluquería / peluquería de los padres de Daniel. Él le explica a Natasha cómo los coreanos tienen negocios con la fabricación y distribución de pelucas. Cuando llegan allí, Charles se burla de Daniel frente a Natasha, mientras su padre entra y es más agradable con Natasha. Se van, con Daniel sintiéndose avergonzado.
Natasha y Daniel continúan pasando la tarde juntos, yendo a un planetario donde se toman de la mano y conversan sobre las estrellas. Daniel señala que escribe poesía, y Natasha sugiere sobre qué podría escribir, incluidas las estrellas. Más tarde van al karaoke coreano donde Daniel canta " Crimson and Clover " a Natasha antes de dar su primer beso. Después, Natasha imagina una vida con ella y Daniel juntos, con el matrimonio y un hijo en el futuro. Sin embargo, Natasha llega tarde a su cita con Jeremy, y cuando Daniel ve que está molesta, le revela que será deportada, y es por eso que todo esto va a ser doloroso para ella. Ella va y conoce a Jeremy, donde él ofrece organizar un nuevo juicio para el caso de sus padres para el día siguiente.
Daniel vuelve a la tienda donde él y Charles se pelean antes de que su padre lo rompa. Después de calmarse, Daniel narra un poco de la historia de su familia y cómo él y su hermano tienen nombres coreanos y estadounidenses. Cuando se va, Natasha va a la tienda y le pide a Charles el número de Daniel. Después de ver que realmente le gusta, Charles lo hace. Ella lo llama, se reúnen y pasan el resto del día juntos antes de quedarse dormidos en Central Park.
A la mañana siguiente, tanto Natasha como Daniel corren a sus citas, pero primero Natasha llama a sus padres para avisarle que está a salvo. Daniel entrevista a Dartmouth con Jeremy, pero Natasha irrumpe en la oficina y le pregunta cuál fue el veredicto. Jeremy revela sombríamente que el caso de Natasha fue rechazado, y ella y su familia aún deben irse ese día. Está enojada y ventea a Jeremy antes de irse, y Daniel interrumpe la entrevista para ir tras ella. Él la acompaña a su casa y conoce a su familia antes de que se dirijan al aeropuerto.
Mientras está allí, justo antes de decir adiós, Daniel hace una prueba más de la encuesta que mencionó anteriormente en la que las parejas deben mantener contacto visual directo durante cuatro minutos sin decir una palabra. Mientras miran fijamente, vemos a Natasha saliendo y volviendo. Natasha está en Jamaica y va a la escuela, mientras que Daniel decidió asistir a Hunter College mientras trabajaba en un trabajo con el que se siente más cómodo. Los cuatro minutos terminan, y Natasha le dice a Daniel que lo ama. Él dice entre lágrimas que su experimento funcionó, y que él también la ama.
Cinco años más tarde, Natasha regresó a Nueva York para graduarse, ya que su visa de estudiante fue aprobada. Ella se encuentra con Jeremy en la misma cafetería a la que fue con Daniel para contarle lo que estaba haciendo, y se entera de que el médico que lo atendió el día en que se conocieron se convertiría en su esposa. Cuando ella le pregunta acerca de Daniel, Jeremy dice que no lo ha visto desde la entrevista, y Natasha no puede encontrarlo en ninguna parte de las redes sociales. Después de que Jeremy se va, Natasha se prepara para irse también, sin saber que Daniel está en la misma tienda a punto de leer un poema. Ella reconoce su voz y se ven. Él se acerca a ella y le pide pasar el día con ella, pero ella solo tiene alrededor de una hora para pasar. Él está de acuerdo con eso, y se besan.

## Reparto
- Yara Shahidi como Natasha Kingsley.
- Charles Melton como Daniel Bae.
- Jake Choi como Charles Bae.
- Camrus Johnson como Omar.
- Gbenga Akinnagbe como Samuel Kingsley.
- Miriam A. Hyman como Patricia Kingsley.
- Cathy Shim como Min Soo Bae.
- John Leguizamo como Jeremy Martinez.
- Hill Harper como Lester Barnes.

## Producción
En junio de 2018, Camrus Johnson fue contratado para interpretar a Omar.
El rodaje comenzó el 19 de junio de 2018. El 29 de junio de 2018, Miriam A. Hyman se unió al reparto, como la madre de Natasha, la Señora. Kingsley. En julio de 2018, Cathy Shim se unió para interpretar a Min Soo Bae, una inmigrante coreana.